# Johann Friedrich von Berlichingen
Freiherr Johann Friedrich von Berlichingen (* 17. März 1682 in Jagsthausen; † 6. Juli 1751 in Mannheim) war k.k. General der Kavallerie und Inhaber eines Kürassierregiments.

## Herkunft
Seine Eltern waren der Rittmeister Hans Philipp von Berlichingen (* 1. August 1637; † 24. Juli 1711) und dessen Ehefrau Anna Magdalena von Helmstadt (* 4. Oktober 1643; † 30. Juli 1690).

## Leben
Schon in jungen Jahren ging er in österreichische Dienste und kam dort in das Kürassier-Regiment Heidersheim, wo auch sein Vater diente. Mit Ausbruch des Spanischen Erbfolgekrieges ging er in der Armee des Prinz Eugen nach Italien. Es kämpfte bei Capri und Chiavi. Beim Angriff auf Cremona am 2. Februar 1702 war er bei der Einheit unter dem damaligen Oberstleutnant Mercy beim Angriff auf das Tor Santa-Magaretha dabei. Mercy wurde dabei verwundet, Berlichingen erhielt eine Belobigung. Anschließend kämpfte er in der Schlacht bei Luzzara.
Im Jahr 1705 kämpft er dann bei Cassano und 1706 bei Turin. 1707 wurde er in Neapel einquartiert. Er wurde bereits 1711 zum Oberstlieutenant befördert und wurde kaiserlicher Generaladjutant. Er wurde zu verschiedenen Missionen herangezogen, so kam er am 22. Juni 1719 zu Gouverneur von Mailand Graf Colloredo, als viele Nationalfranzosen aus dem Regiment Schulenberg in den Dienst des Herzogs von Anjou traten. Am 13. September 1719 war er in Genua, um mit dem englischen Admiral Binghs zu verhandeln.
Am 23. September 1733 wurde er von Prinz Eugen zum General Graf Philippi ins Piemont geschickt. Er kam auch an den sardischen Hof, wo er ein Hilfsangebot für den Prinzen Eugen erhielt. Am 21. November 1733 wurde er im Vorfeld des Polnischen Erbfolgekrieges zum Kommandeur von Mantua geschickt. Dort erhielt er den Auftrag, mit 400 Reitern die Vorposten bei Cremona anzugreifen. Der Angriff fand am 25. November 1733 statt und war sehr erfolgreich. Am 8. Februar 1734 wurde er zum Generalfeldwachtmeister befördert. Anschließend bewachte er die wichtigen Magazine bei St. Benedetto. Im August machte er Aufklärungen am Oglio und kämpfte im September bei Quistello. Er kehrte 1736 nach Deutschland zurück und wurde 1737 als Brigadier nach Temeschwar versetzt, wo seine Frau starb. Er wurde am 22. September 1737 Feldmarschalleutnant und 1738 Inhaber eines Kürassier-Regiments († 1767). Mit dem Ersten Schlesischen Krieg kam er nach Deutschland, wo er eine Division kommandierte. Er führte die Vorhut der Armee des Generals Neipperg erfolgreich, was ihm eine öffentliche Belobigung eintrug. 1741 kämpfte er bei Mollwitz. Nach dem Tod des Kommandeurs des Kavallerie FML Römer wurde Berlichingen dessen Nachfolger. Er deckte dann am Abend den Rückzug der Österreicher. Nachfolgend erhielt Berlichingen ein eigenes Korps. Am 15. Mai 1743 wurde er dann zum General der Kavallerie befördert und stand mit seinem Korps in Böhmen. Anschließend wurde er nach Freiburg im Breisgau verlegt, wo er unter dem Prinzen Karl von Lothringen die Kavallerie kommandierte. Er überschritt bei Schröck den Rhein und besetzte am 5. Juli 1744 Lauterburg. Mit dem Beginn des Zweiten Schlesischen Krieges wurde die Armee aber schnell aus dem Elsass nach Böhmen verlegt. Am 4. Juli 1745 kommandierte er bei Hohenfriedberg den rechten Flügel. Die Österreicher verloren die Schlacht und Berlichingen sowie die Generäle Franz von St. Ignon und Forgach gerieten verwundet in preußische Gefangenschaft.
Berlichingen traf in der Gefangenschaft den preußischen König Friedrich II. in Potsdam. Anschließend genehmigte der König dem General einen Kuraufenthalt in Wiesbaden zur Behandlung seiner Wunden. Berlichingen erholte sich nicht mehr, schied aus dem Dienst aus und zog nach Mannheim. Er heiratete noch einmal, starb 1751 in Mannheim und wurde in der Klosterfrauenkirche beigesetzt.

## Familie
Berlichingen heiratete am 27. Januar 1711 in Freudenthal Luise Charlotte von Freudenberg (* 25. November 1696 in Bernhausen; † 1. Februar 1737 in Temschwar), in der Kirche von Unterkessach befand sich ihr Epitaph. Das Paar hatte sieben Söhne und drei Töchter.
- Wilhelm Friedrich (* 1. November 1714; † jung)
- Louise Sophia (* 16. Januar 1716) ⚭ 1744 Johann Hermann von Türckheim
- Eberhard Maximilian Karl (* 22. März 1718 in Jagsthausen; † 2. April 1785), General der Kavallerie ⚭ 1749 Charlotte von Racknitz
- Hieronyma Johanna Franziska (* 2. Oktober 1721), Stiftsdame in Herford
- Antonia Bernbardine (* 23. Januar 1723; 1745), Stiftsdame in Herford
- Carl Franz Johann (* 29. August 1724;  23. August 1744 gefallen bei Cenzano), Rittmeister
- Emanuel Joseph (* 9. August 1727; † 23. Mai 1798), Oberst, Kommandant von Komorn ⚭ 1771 Maria Franziska Hadik von Futak (* 2. Mai 1748; † 28. Februar 1818)[1], Tochter von Andreas Hadik von Futak (1710-1790)
- Albrecht Carl Joseph (* 20. Mai 1729; † 27. Dezember 1765)
- Florian Joseph (* 10. Februar 1730; † 5. Dezember 1734)
- Johann Philipp Dominicus (* 29. März 1733; † 26. Februar 1805), Major (honoris Causa) ⚭  1768  Friederike Johanna von Weiler auf Maienfels (* 1740; † 3. April 1818)
- Johann Christoph (* 15. September 1734; † jung)

Nach dem Tod seiner ersten Frau heiratete er Sophie Amalie von Gaugreben, Tochter von Johann Friedrich von Gaugreben. Die Ehe blieb kinderlos.